# Gérard Murillo
Pour les articles homonymes, voir Murillo.
 Gérard Murillo, né le 9 février 1932 à Paris et mort le 11 octobre 2023 à Ciboure, est un joueur français de rugby à XV évoluant au poste de centre.

## Biographie

### Carrière de joueur
Il évolue en club au Stade dijonnais.
Il dispute son premier match officiel sous le maillot de l'équipe de France le 24 avril 1954 contre l'équipe d'Italie, et le dernier contre l'équipe d'Argentine le 29 août 1954.

### Reconversion en tant qu'entraîneur
Il a été sélectionneur de l'équipe d'Espagne.
De 1962 à 1981, il entraîne le Saint-Jean-de-Luz olympique rugby.

### Palmarès

#### En équipe de France
- 2 sélections en 1954 (+1 non officielle)[3]
- 3 essais (9 points)
- Vainqueur de la Coupe d'Europe FIRA de rugby à XV 1954

### Décès
Gérard Murillo, entraîneur et ancien international français (n°442) meurt le 11 octobre 2023 à Ciboure,.